# 385idéal
385idéal, auch 385i, ist ein Hip-Hop-Musiklabel aus Frankfurt am Main, das in Kooperation mit dem Major-Label Universal Urban agiert.

## Geschichte
2003 entstand in Frankfurt am Main eine Hip-Hop-Gruppierung mit dem Namen 385Beatz. Die Ziffern 385 stehen dabei für die Postleitzahl des Frankfurter Stadtteils Bornheim (60385), aus dem viele der damaligen Mitglieder stammten, unter anderem der Rapper Celo und der heutige 385idéal-Manager Michael „Syn“ Lukaschyk.
Anfang 2008 wurde der Name in 385idéal geändert, und kurz darauf wurde mit der Produktion für die erste Veröffentlichung der Künstler Celo & Abdi begonnen. Das Mietwagentape wurde 2011 durch 385idéal kostenlos im Internet veröffentlicht. Daraufhin wurde der Offenbacher Rapper Haftbefehl auf Celo & Abdi aufmerksam und nahm sie auf seinem Label Azzlackz unter Vertrag. Die beiden ließen 385idéal jedoch trotzdem bestehen.
Als erster Künstler wurde der Rapper Olexesh unter Vertrag genommen, der im Dezember 2012 sein erstes Mixtape Authentic Athletic ebenfalls kostenlos im Internet veröffentlichte. Im März 2014 folgte sein erstes Studioalbum Nu eta da. Der zweite Künstler, der von 385idéal unter Vertrag genommen wurde, war der Rapper Chaker, der 2014 sein Album Ben Life über das Label veröffentlichte. Das Album blieb jedoch seine einzige Veröffentlichung bei 385idéal.
2015 wurde der Rapper Nimo unter Vertrag genommen, nachdem Celo & Abdi durch mit dem Handy aufgenommene Rap-Videos, die Nimo auf seiner Facebook-Seite veröffentlicht, auf ihn aufmerksam geworden waren. Er veröffentlichte Anfang 2016 sein Debüt-Mixtape Habeebeee, welches sich als rein digitales Release auf Platz zehn der deutschen Albumcharts platzieren konnte, und ein Jahr später sein erstes Studioalbum K¡K¡.
2016 ging das Label eine Partnerschaft mit dem Major-Label Universal Urban ein, welches seitdem alle Veröffentlichungen von 385idéal vertreibt.
Anfang 2019 wurde der damals 17-Jährige deutsch-polnische Rapper Krime aus Freiburg unter Vertrag genommen. Er war zuvor bereits mehrfach im 385idéal-Format Von der Straße in die Charts in Erscheinung getreten. Anfang 2020 unterschrieb dann der Newcomer Schubi AKpella einen Vertrag bei 385idéal. Er war zuvor durch Handyvideos auf Instagram mit seinem Rap bekannt geworden und wurde erstmals von Nimo entdeckt.
Im August 2022 wurde durch die Veröffentlichung der Single Magie, auf der Krime, Schubi AKpella sowie Celo & Abdi vertreten sind, der erste Label-Sampler Planet i angekündigt. Der Sampler erschien am 27. Oktober 2023.
Im April 2024 wurde der Rapper Amo bei 385idéal unter Vertrag genommen, der zuvor durch seinen dritten Platz bei der Rap-Castingshow Rap La Rue Bekanntheit erlangte.

## Künstler
- Celo & Abdi
- Olexesh (seit 2011)
- Nimo (2015–2020)
- Krime (seit 2019)
- Schubi AKpella (seit 2020)
- Amo (seit 2024)
- Jusko (seit 2025)

## Diskografie
| Veröffentlichung | Titel                | Künstler                                          | Chartplatzierungen | Chartplatzierungen | Chartplatzierungen | Kommentar     |
| Veröffentlichung | Titel                | Künstler                                          | DE                 | AT                 | CH                 | Kommentar     |
| ---------------- | -------------------- | ------------------------------------------------- | ------------------ | ------------------ | ------------------ | ------------- |
| 2011             | Mietwagentape        | Celo & Abdi                                       | –                  | –                  | –                  | Mixtape       |
| 2012             | Authentic Athletic   | Olexesh                                           | –                  | –                  | –                  | Mixtape       |
| 2014             | Nu eta da            | Olexesh                                           | 7                  | 22                 | 8                  |               |
| 2014             | Ben Life             | Chaker                                            | –                  | –                  | –                  |               |
| 2015             | Masta                | Olexesh                                           | 5                  | 15                 | 5                  |               |
| 2015             | Straßencocktail      | Olexesh                                           | 5                  | 13                 | 5                  | Mixtape       |
| 2016             | Habeebeee            | Nimo                                              | 10                 | 12                 | 5                  | Mixtape       |
| 2016             | Makadam              | Olexesh                                           | 2                  | 10                 | 4                  |               |
| 2017             | K¡K¡                 | Nimo                                              | 4                  | 3                  | 6                  |               |
| 2018             | Rolexesh             | Olexesh                                           | 1                  | 1                  | 2                  |               |
| 2018             | Authentic Athletic 2 | Olexesh                                           | 2                  | 7                  | 7                  | Mixtape       |
| 2019             | Augen Husky          | Olexesh                                           | 5                  | 13                 | 11                 |               |
| 2019             | Nimoriginal          | Nimo                                              | 4                  | 21                 | 8                  |               |
| 2020             | Steinbock            | Nimo                                              | 39                 | 28                 | 35                 | Mixtape       |
| 2021             | Mietwagentape 2      | Celo & Abdi                                       | 3                  | 34                 | 32                 |               |
| 2021             | Ufos überm Block     | Olexesh & HellYes                                 | 17                 | 75                 | 54                 |               |
| 2022             | Bratan               | Olexesh                                           | 9                  | –                  | 18                 |               |
| 2023             | Planet i             | Celo & Abdi, Olexesh, Nimo, Krime, Schubi AKpella | –                  | –                  | –                  | Label-Sampler |
| 2024             | Matador              | Olexesh                                           | 7                  | 74                 | 11                 |               |
| 2024             | Augen Husky 2        | Olexesh                                           | 13                 | 50                 | 41                 |               |
| 2024             | Duo Numero Uno       | Celo & Abdi                                       | 14                 | –                  | –                  |               |

## Von der Straße in die Charts
2013 rief 385idéal das Format Von der Straße in die Charts (kurz: VdSidC) ins Leben, das „ambitionierten Künstlern eine Plattform bieten“ soll. Im Rahmen des Formats erhalten noch unbekannte Rapper die Möglichkeit ihre Musikvideos auf dem YouTube-Kanal von 385idéal präsentieren und somit von dessen Reichweite profitieren. Einige Rapper, deren erstes Musikvideo im Rahmen von VdSidC veröffentlicht wurde, wurden später kommerziell erfolgreich, unter anderem Eno, Azzi Memo, Ramo und Zuna.

## Auszeichnungen
Hiphop.de Awards
- 2018: „Bestes Label national“[10]